# 罗斯塔
罗斯塔（義大利語：Rosta），是意大利皮埃蒙特大区都靈廣域市的一个市镇。总面积8平方公里，人口4559人，人口密度569.9人/平方公里（2009年）。ISTAT代码为001228。

## 友好城市
- 斯洛伐克博伊尼采